# René Mertens
René Mertens (* 3. März 1922 in Arendonk; † 9. April 2014 in Antwerpen) war ein belgischer Radrennfahrer und nationaler Meister im Radsport.

## Sportliche Laufbahn
Mertens war im Straßenradsport und im Bahnradsport aktiv. Von 1945 bis 1960 war er Unabhängiger und Berufsfahrer. Er gewann die Rennen Scheldeprijs 1947, Omloop van Midden-Vlaanderen 1950, Grand Prix Beeckman-De Caluwé 1951, Grote Prijs Stad Vilvoorde 1952, Schaal Sels, Omloop der Vlaamse Gouwen, Grand Prix de Roulers (auch 1954) 1953, Roulers–Ath–Roulers 1953 und 1954, Driedaagse van West-Vlaanderen 1955, Aalter–Brüssel 1957. Etappensiege holte er in der Limburg-Rundfahrt für Amateure 1945, in der Belgien-Rundfahrt 1949, in Dwars Door België 1957. Zweiter wurde Mertens 1952 im Flèche Hesbignonne-Cras Avernas sowie im Mémorial Fred De Bruyne, 1954 im Rennen De Drie Zustersteden und im Omloop der Vlaamse Gouwen, bei bei Kuurne–Brüssel–Kuurne und im Grote Prijs Victor Standaert 1955, in der Elfstedenronde 1955 und 1956. Dritter wurde er in der Acht van Chaam 1951, bei Kuurne–Brüssel–Kuurne 1953, in der Ronde van Brabant und im Gullegem Koerse 1955, im Omloop van de Westkust 1957, im Kampioenschap van Vlaanderen 1958. Die Tour de France 1948 beendete er nicht.